# Микологические термины
В списке даны определения терминов, используемых в микологии.
Включены также некоторые общебиологические или более широкие термины, в таких случаях объясняется смысл и употребление термина в микологии. Такие термины выделены полужирным шрифтом.
Глоссарий составлен по словарям терминов, приведённым в некоторых изданиях (см. #Литература).

## А
- Автобази́дия — см. холобазидия.
- Авто́лиз, ауто́лиз — саморастворение живых клеток и тканей под действием их собственных гидролитических ферментов. У некоторых видов грибов в результате автолиза происходит разжижение гименофора, содержащего зрелые споры.
- Автомикофа́гия — автолиз живого мицелия в культуре.
- Автооксида́ция — в микологии — окисление тканей гриба под действием воздуха, обычно приводит к окрашиванию срезов мякоти или изменению окраски мякоти с возрастом.
- Акроге́нная спо́ра — спора (конидия), образованная на конце конидиеносца.
- Акроплевроге́нный — несущий споры на конце или по бокам гифы.
- Акропетальный — рост листовой пластинки развивающегося листа редко бывает одновременным во всех её частях и гораздо чаще сосредоточивается в одном месте[1].
- Акти́вный мице́лий — мицелий культивируемых грибов, начинающий активный рост после встряхивания.
- Алейроспо́ра, але́йрия, алевриоспо́ра — микроконидия, прикреплённая к конидиеносцу широким основанием и отделяющаяся путём отлома от его стенки.
- Алланто́идная спо́ра — изогнутая спора.
- Амёбо́ид — вегетативное тело некоторых низших грибов и грибоподобных организмов, внешне сходное с клеткой амёбы — не имеет плотной оболочки и способно к передвижению путём образования псевдоподий и перетекания цитоплазмы.

1. Амило́идность — способность тканей и микроскопических структур окрашиваться в синий цвет под действием растворов иода. В микологии исследования на амилоидность широко применяются и служат для определения таксономических признаков.

- Анамо́рфа, несовершенная стадия — стадия бесполого или вегетативного размножения гриба, отличающаяся морфологически и кариологически от совершенной (половой) стадии — телеоморфы. Анаморфы и телеоморфы грибов исторически описывались как самостоятельные виды.
- Анастомо́з — в микологии — 1) слияние клеток двух гиф или ростовых трубок прорастающих спор. Через клеточный анастомоз происходит перемещение ядер и, таким образом, формируется диплоидный мицелий или гетерокарион гаплоидного мицелия. 2) Образование невысоких перемычек между пластинками гименофора.
- Ангиока́рпный тип развития — тип развития плодового тела, при котором споры до созревания находятся во внутренних полостях и освобождаются только после частичного или полного разрушения замкнутой оболочки. Ангиокарпные плодовые тела могут иметь различные механизмы освобождения спор, или же такое плодовое тело разрушается только после поедания его животными, а споры проходят через их пищеварительную систему неповреждёнными.
- Аннелоспо́ра — спора (конидия), образующаяся в результате аннеляции.
- Аннеля́ция — в микологии — тип формирования конидий, при котором первая аннелоспора образуется на верхушке конидиеносца (терминальная алевриоспора), затем происходит прорастание конидиеносца через образовавшийся рубец. При многократном повторении аннеляции на конидиеносце остаются кольцевидные рубцы.
- Антери́дий — мужской орган полового размножения (гаметангий), у грибов обычно одноклеточный или не дифференцированный на клетки, известен у аскомицетов и оомицетов.
- Антропофи́льные грибы — паразитические грибы, поражающие исключительно или преимущественно человека.
- Апика́льная по́ра — см. пора прорастания.
- Апи́кулюс — место прикрепления споры к стеригме.
- Апланоспо́ра — неподвижная спора бесполого размножения с толстой оболочкой, апланоспоры образуются при неблагоприятных условиях.
- Ареоли́рованная шляпка — шляпка, поверхность которой покрывается сетью трещин и гладкими площадками.
- Артроспо́ра — конидия, образующаяся в результате фрагментации конидиеносца или гифы. Артроспоры могут быть одиночными или собранными в цепочки, иногда ветвящиеся[2].
- Аск, сумка — орган полового спороношения аскомицетов, внутри которого развиваются аскоспоры. Одна сумка обычно даёт 8 спор, у некоторых видов — 4 или большое число (неопределённое).
- Архика́рп — женский орган полового размножения (гаметангий) аскомицетов. Состоит обычно из двух клеток: аскогона и трихогины.
- А́сковый аппара́т — часть плодового тела аскомицетов, включающая аски и аскогенные клетки.
- Аскоге́нная: 1) Аскоге́нные ги́фы — гифы, образующиеся при прорастании оплодотворённого аскогона, на концах их формируются аски. 2) Аскоге́нная кле́тка — клетка, непосредственно развивающаяся в аск.
- Аского́н — женская половая клетка аскомицетов[3][4].
- Аскока́рп, аско́ма — плодовое тело аскомицетов.
- Аскоспо́ра — спора полового размножения аскомицетов, аскоспоры формируются эндогенно в асках.

## Б
- Базидио́ла, базидио́ль — стерильный элемент гимения базидиомицетов, морфологически сходный с базидией, но не имеющий стеригм.
- Базидио́ма, базидиока́рп — плодовое тело базидиомицетов.
- Базидиоспо́ра — спора полового размножения базидиомицетов, формируются экзогенно на базидиях.
- Бази́дия — орган полового спороношения базидиомицетов. На базидии чаще всего развивается 4 споры, иногда 1—2, редко 8.
- Базипета́льный тип спорообразова́ния — тип образования бесполых спор путём последовательного почкования, в результате образуется цепочка, в которой старейшая спора занимает верхушечное положение.
- Бивелангиока́рпный тип разви́тия — тип развития базидиомы, при котором образуется частный и общий велум.
- Баллистоспо́ра — спора, при отделении от спороносящего органа выстреливающая со значительным ускорением. Отделение баллистоспор — единственный известный в микробиологии процесс, происходящий с числом Рейнольдса большим единицы, то есть для которого имеет значение инерция.
- Билатера́льная тра́ма — трама гименофора, состоящая из центрального пучка гиф — медиостратума и отходящих от него под углом тонких параллельных гиф, образующих боковой слой — латеростратум.
- Бластоспо́ра — спора, образующаяся почкованием клеток гиф мицелия. Бластоспоры способны к дальнейшему почкованию и отпадают, достигнув размера материнской клетки.
- Бокова́я но́жка — ножка, прикреплённая к краю шляпки гриба. Боковые ножки встречаются у грибов, растущих на вертикальных поверхностях.
- Борода́вка — 1) 2)
- Борода́вчатая спо́ра — спора со скульптурой, состоящей из изолированных бородавок.
- Булавови́дное плодо́вое те́ло — форма плодового тела, встречающаяся у некоторых базидиомицетов. Булавовидной формы бывают также стромы (сложные плодовые тела) аскомицетов.

## В
- Ве́лум, покрыва́ло — тонкий покровный слой базидиомы. Общий велум закрывает всю базидиому, частный — только гименофор.
- Вези́кула — в микологии — структурный элемент микоризы, округлое вздутие мицелия.
- Влага́лище — см. вольва.
- Возду́шный мице́лий — мицелий, развивающийся над субстратом.
- Во́льва, влага́лище — плёнчатые или чешуйчатые остатки общего велума в основании ножки.
- Втори́чный мице́лий —

## Г
- Га́битус — внешний вид, характерная форма, пропорции тела. В микологии понятие используется при описании внешнего вида плодовых тел и некоторых микроскопических элементов.
- Галлюциноге́нные грибы́ — грибы, содержащие вещества психотропного действия и при употреблении вызывающие галлюцинации.
- Гемиангиока́рпный тип разви́тия — тип развития плодового тела, при котором гимений вначале закрыт частным покрывалом, впоследствии оно разрывается или разрушается.
- Генерати́вная ги́фа — тонкостенная ветвящаяся гифа с перегородками (септами), имеющая пряжки или без них, дающая начало скелетным и связывающим гифам.
- Геофи́льный гриб — гриб, образующий плодовые тела в почве.
- Гетерокариоти́ческий мице́лий — мицелий, содержащий генетически различные клеточные ядра.
- Гиали́новые — бесцветные, прозрачные клетки и другие микроскопические элементы (гифы, споры, базидии, цистиды и др.).
- Гигрофа́нность — способность материала впитывать влагу. Гигрофанность свойственна шляпкам некоторых видов грибов, что может приводить к изменению консистенции мякоти и цвета в зависимости от влажности. Гигрофанность шляпок или её отсутствие может служить таксономическим признаком.
- Гиля́рный отро́сток — вырост в базальной части базидиоспоры, в месте прикрепления к стеригме.
- Гиме́ний, гимениа́льный слой — тонкий слой на поверхности плодового тела, содержащий органы спороношения (базидии или аски).
- Гименоде́рмис — пилеипеллис, образованный элементами, по строению сходными с элементами гимения и образующими на поверхности палисадный слой.
- Гименофоральная трама — внутренний стерильный слой гименофора.
- Гимнока́рпный тип разви́тия — тип развития плодового тела, при котором гимений формируется открыто, велум полностью отсутствует.
- Ги́фа — структурный элемент мицелия, плодовых тел и других образований грибов, имеющий вид ветвящейся нити из последовательно соединённых клеток.
- Гифи́да — стерильное окончание гифы в гимениальном слое некоторых базидиомицетов. Подробнее см. Гимений#Гифиды.
- Гла́дкая спо́ра — спора с гладкой поверхностью, не имеющая скульптуры.
- Гле́ба — внутренняя рыхлая ткань плодовых тел гастеромицетов.
- Глеоцисти́да — цистида, закладывающаяся в траме (псевдоцистида) желатиновидной или роговидной консистенции с маслянистым содержимым.
- Гобтиро́вка — в микологии — покрывание компоста для выращивания грибов слоем почвы для предотвращения пересыхания и поддержания постоянных влажности и температуры.
- Голобази́дия — см. холобазидия.
- Голомо́рфа — в микологии — совокупность анаморфы и телеоморфы.
- Гомоталли́зм — обоеполость у грибов и водорослей, все особи гомоталличного вида имеют равноценные по физиологии и морфологии талломы.
- Грибни́ца — см. мицелий.

## Д — К
- Декстрино́идность, псевдоамило́идность — свойство тканей и микроскопических структур окрашиваться растворами иода в оттенки жёлтого или коричневого цвета. Подробнее см. амилоидность.
- Дерматоцисти́да — цистида на поверхности шляпки.
- Дидимоспо́ра — двухклеточная спора бесполого размножения.
- Дикарион — стадия жизненного цикла, образующаяся в результате полового процесса и содержащая два типа гаплоидных ядер (различных по происхождению).
- Дикорасту́щий (саморо́дный) мице́лий — брикеты почвы, навоза или другого субстрата, отобранные в местах естественного произрастания грибов. Используется в качестве посадочного материала для выращивания шампиньонов и других видов.
- Диктиоспо́ра — многоклеточная спора бесполого размножения. Перегородки, разделяющие клетки могут быть поперечными и продольными.
- Диморфи́зм — у грибов — наличие двух морфологических форм, развивающихся в различных условиях (температура, питание и т. п.) или чередующихся в жизненном цикле; например, мицелиальная и дрожжевая форма.
- Дро́жжи — вторично одноклеточные грибы, размножающиеся вегетативно почкованием или делением, могут являться одной из стадий жизненного цикла (проявление диморфизма).
- Заро́дышевая тру́бка — трубка, образующаяся из прорастающей споры, впоследствии развивающаяся в мицелий.
- Зерново́й мице́лий — мицелий культивируемых грибов, выращенный на зерне злаков.
- Зигоспо́ра — крупная толстостенная спора некоторых грибов, образующаяся в результате оплодотворения.
- Зооантропофи́льный гриб — патогенный гриб, поражающий животных и человека.
- Зооспо́ра — спора, снабжённая жгутиками и способная к активному движению в водной среде. Образование зооспор характерно для некоторых низших грибов (грибоподобных организмов) — оомицетов и хитридиомицетов.
- Зоофи́льный гриб — патогенный гриб, поражающий животных.
- Иксоку́тис — пилеипелис, сформированный желатинизированными гифами, расположенными приблизительно параллельно гифам трамы.
- Индика́ция — выявление патогенных грибов в воде, почве и других субстратах, в воздухе, на животных, растениях, различных предметах.
- Инкруста́ция — кристаллические или аморфные включения в клетки минеральных солей или органических соединений.
- Инокуля́ция — в микологии — внесение посевного мицелия культивируемых грибов в субстрат.
- Ка́мера гле́бы — полость в глебе, в которой развиваются базидии; на внутренней поверхности камеры может формироваться гимений.
- Калиптра́тные спо́ры — споры с многослойной оболочкой, у которых наружный слой не полностью прирастает к внутренним и образует мешковидное вздутие или отдельные пузырьки.
- Ка́ллус — участок на апикальном конце споры, отличающийся утончённой оболочкой. См. также: Каллус — значение термина в ботанике и биотехнологии.
- Карпофо́р — см. плодовое тело.
- Каулоцисти́да — цистида, находящаяся на поверхности ножки.
- Коллибио́идный га́битус (от названия рода Коллибия (Collybia)) — относительно тонкомясистые базидиомы со свободными пластинками, не воронковидной и не конической шляпкой, мякоть шляпки составляет одно целое с мякотью ножки.
- Коло́ния — в микологии — совокупность вегетативных и репродуктивных структур, выросших из одной споры или клетки мицелия.
- Колуме́лла — 1) стерильная центральная часть плодового тела у гастеромицетов; 2) стерильная центральная часть спорангия миксомицетов; 3) стерильная верхушечная часть спороносца мукоровых грибов, впадающая в полость стилоспорангия.
- Кольцо́ на но́жке — остаток частного покрывала после отрыва его от края шляпки, кольцевидное плёнчатое образование на ножке гриба.
- Конидиено́сец, конидиофо́р — одноклеточная или многоклеточная дифференцированная гифа, на которой развиваются конидии (одиночно или группами).
- Кони́дия — спора бесполого размножения, развивающаяся на обычных или дифференцированных гифах (конидиеносцах). Конидии могут быть одноклеточными или многоклеточными.

- Коремия, коремий (от др.-греч. κόρημα — метла) — сноповидный пучок конидиеносцев или гиф воздушного мицелия, возвышающийся над субстратом или над поверхностью колонии.
- Корти́на — частное покрывало, состоящее из тонких паутинистых волокон.
- Ксероспо́ра — сухая спора с очень низким содержанием влаги, такие споры легко переносятся ветром.
- Ксилофи́льный гриб, ксилофи́л — гриб, в качестве субстрата использующий древесину. Ксилофильные грибы могут быть паразитами или развиваться только на мёртвой древесине.
- Ку́тис (от лат. cutis — кожа) — в микологии — пилеипеллис, сформированный нежелатинизированными гифами, расположенными приблизительно параллельно гифам трамы.

## Л — Н
- Латеростра́тум — слой гименофоральной трамы, находящийся по бокам медиостратума. Гифы латеростратума расположены параллельно, под углом к медиостратуму и изгибаются в субгимении.
- Макрокони́дия — толстостенная многоклеточная спора бесполого размножения (конидия). Макроконидии обычно бывают округлой или веретеновидной формы.
- Макромице́ты — грибы, образующие крупные плодовые тела, хорошо заметные невооружённым глазом.
- Ма́трикс — 1) основное значение в биологии — вещество внутриклеточных и внеклеточных структур, например, внеклеточный матрикс, ядерный матрикс; 2) В микологии также — субстрат, вещество, на котором развивается гриб.
- Медиостра́тум — центральный слой трамы пластинок или трубочек гименофора. Состоит из параллельных, идущих в осевом направлении гиф, которые обычно выходят из мякоти шляпки. От медиостратума отходят гифы латеростратума.
- Метахромази́я — свойство клеток и тканей окрашиваться в цветовой тон, отличающийся от цвета применяемого красителя. В микологии может служить таксономическим признаком.
- Метуло́иды — толстостенные цистиды с кристаллической инкрустацией на апикальном конце.
- Мики́да — очаг поражения на коже при грибковых заболеваниях.
- Микоге́нная сенсибилиза́ция — аллергия к грибам. Может быть инфекционной, проявляющейся при различных микозах и неинфекционной (бытовая, профессиональная) — на продукты жизнедеятельности грибов.
- Микори́за — симбиоз грибов и высших растений, ассоциация почвенного мицелия с корнями растений. Микориза образуется у большинства высших растений, за исключением водных, и у грибов, относящихся к различным таксономическим группам. Большинство микоризообразующих грибов при отсутствии симбиоза с растениями неспособны образовывать плодовые тела, то есть являются облигатными симбиотрофами. Среди растений также встречаются группы облигатных микосимбиотрофов.
- Микотро́фное расте́ние, микосимбиотро́ф — растение, получающее питание при помощи микоризы.
- Микрокони́дия — одноклеточная спора бесполого размножения (конидия).
- Микромице́ты — грибы и грибоподобные организмы, имеющие спороношения микроскопических размеров.
- Мице́лий — вегетативное тело грибов, состоящее из гиф, пронизывающих субстрат (субстратный мицелий) или находящихся над поверхностью субстрата (воздушный мицелий).
- Мле́чный сок грибо́в — непрозрачная жидкость, содержащаяся в плодовых телах некоторых грибов и вытекающая при повреждении, бесцветная или окрашенная, часто меняет цвет на воздухе.
- Многоспо́ровый штамм — штамм гриба, полученный из нескольких проросших спор.
- Моновелангиока́рпный тип разви́тия — тип развития базидиомы, при котором образуется только одно покрывало — частное или общее.
- Моноспо́ровый штамм — штамм гриба, полученный из одной споры.
- Мя́коть — внутренняя часть плодовых тел, трама.
- Наво́зный мице́лий — посевной мицелий культивируемых грибов, выращенный на конском навозе.
- Несоверше́нная ста́дия (фо́рма) гриба́ — см. анаморфа.

## О
- Облитери́рующая во́льва — вольва, исчезающая при росте гриба и не оставляющая остатков на зрелом плодовом теле.
- Ои́дия — короткая тонкостенная часть гифы цилиндрической или бочонковидной формы, образующаяся в результате распада мицелия. Оидии выполняют функции спор или диплоидизирующих агентов.
- Октоспо́ра — одна из восьми спор (аскоспора), формирующихся в аске большинства видов аскомицетов.
- Олеи́феры — сосудистые гифы с маслянистым содержимым.
- Ооспо́ра — спора полового размножения, образующаяся в результате оогамии. Настоящие грибы не образуют ооспор, они характерны для некоторых грибоподобных организмов, таких, как оомицеты.
- Оперкуля́тные а́ски (оперкулятные сумки) — аски, для выхода спор открывающиеся крышечкой (лат. opercula). Грибы, имеющие такие аски также называются оперкулятными.
- Орнамента́ция спор — см. скульптура.
- Осво́енная грибни́ца — куски субстрата, наиболее интенсивно пронизанные мицелием, отобранные для использования в качестве посадочного материала.

## П
- Парацисти́да — стерильный элемент гимения или стипитипеллиса, тонкостенная булавовидная или пузыревидная клетка.
- Периспо́рий — слой в оболочке споры, расположенный непосредственно под эктоспорием.
- Пилеипе́ллис — верхняя кожица шляпки гриба, тонкий слой, отличающийся по строению от внутренней трамы
- Пилеоцисти́да — цистида на поверхности шляпки.
- Пласти́нка — пластинчатый вырост на нижней поверхности шляпки, элемент гименофора.
- Плеврото́идная базидио́ма, плевротоидный габитус (от названия рода Pleurotus) — базидиома с боковой ножкой или без ножки (сидячая).
- Плевроцисти́да — цистида на боковой поверхности пластинки.
- Покрыва́ло — см. Велум
- По́ра прораста́ния, ростко́вая, апика́льная по́ра — отверстие в оболочке на апикальном конце споры.
- Поса́дочный (посевно́й) мице́лий — мицелий, выращенный на различных питательных субстратах, предназначенный для посева (инокуляции) в субстрат для выращивания плодовых тел.
- Пряжка — в микологии — вырост гифы, соединяющий две соседние клетки. Через пряжку осуществляется переход ядра между клетками.
- Псевдоамило́идность — см. декстриноидность.
- Псевдомице́лий — форма вегетативного тела, образуемая некоторыми дрожжами; представляет собой цепочки слабо связанных между собой клеток.
- Псевдоцисти́да — стерильный элемент гимения, терминальная клетка гифы, закладывающаяся не в субгимении, а в траме гименофора. Подробнее см. Гимений#Псевдоцистиды.

## Р
- Регуля́рная тра́ма — трама пластинки, образованная однородными гифами, расположенными параллельно поверхности пластинки.
- Ризомице́лий — корневидные выросты талломов некоторых грибоподобных организмов.

## С
- Свя́зывающая ги́фа — узкая толстостенная гифа с ограниченным ростом, спутанная, сильно ветвящаяся, перегородки (септы) встречаются редко. Связывающие гифы развиваются вне зоны роста плодовых тел.
- Скеле́тная ги́фа — толстостенная, обычно не ветвящаяся гифа без перегородок. Скелетные гифы придают плодовому телу плотную консистенцию.
- Скульпту́ра спор — бородавчатые или шиповидные выросты на оболочке споры, могут соединяться сетчатыми линиями и образуют характерный для каждого вида рисунок.
- Стери́гма — вырост базидии, на котором образуется спора.
- Стери́льный край пласти́нки — край пластинки, содержащий только стерильные элементы (цистиды и псевдоцистиды) или, кроме базидий, содержащий большое число стерильных элементов.
- Стипитипе́ллис — кожица ножки, поверхностный слой, отличающийся по строению от внутренней трамы.
- Субгиме́ний (субгимениа́льный слой) — слой гиф, расположенный между гимением и трамой гименофора.
- Субстра́тный мице́лий — мицелий, растущий в глубине субстрата.
- Супрагиля́рная депре́ссия — углубление на поверхности споры непосредственно над гилярным отростком.
- Супрагиля́рный диск — круглое гладкое пятно на оболочке споры над гилярным отростком.

## Т
- Тра́ма — см. мякоть.
- Триходе́рмис — пилеипеллис, образованный неравными по длине гифами, не параллельными друг другу и расположенными приблизительно перпендикулярно гифам трамы.
- Трихоломато́идный га́битус (от названия рода Tricholoma) — базидиомы с мясистой мякотью, длина ножки равна диаметру шляпки или больше его, пластинки приросшие, но не низбегающие, мякоть шляпки не отделена от мякоти ножки.

## Ф
- Ферти́льный край пласти́нок — край, оканчивающийся только базидиями и не содержащий стерильных элементов.

## Х
- Хейлоцисти́да — цистида, расположенная на краю (острие) пластинки.
- Холобази́дия (голобази́дия, автобази́дия) — базидия, не разделённая септами на отдельные клетки.

## Ц
- Цисти́да — стерильный элемент, терминальная клетка гифы, расположенная в гимении или на поверхности плодового тела. Различают собственно цистиды, закладывающиеся в субгимениальном слое и псевдоцистиды, закладывающиеся в траме.
- Цистидио́ла — стерильный элемент гимения, тонкостенная клетка, сходная с клетками гиф трамы.

## Э
- Экзоспо́рий — слой оболочки споры, расположенный между периспорием и эписпорием, часто орнаментирован.
- Эктоспо́рий — самый наружный тонкий слой оболочки споры.
- Эндоспо́рий — внутренний слой многослойной оболочки споры, может отсутствовать[5].
- Эписпо́рий — слой многослойной оболочки споры, находящийся непосредственно над эндоспорием или внутренний, если эндоспорий отсутствует. Эписпорий имеется у всех гименомицетов.
- Эумице́лий (эвмице́лий, и́стинный мице́лий) — ветвящийся септированный мицелий.